# Raphael Chukwu
Raphael Chukwu (Aba, Nigeria, 22 de julio de 1975) es un exfutbolista de Nigeria que jugaba en la posición de delantero centro.

## Carrera

### Club
| Periodo   | Club                         |
| --------- | ---------------------------- |
| 1992-1993 | Enyimba International FC     |
| 1993-1995 | Udoji United                 |
| 1995-1996 | Shooting Stars SC            |
| 1996–1999 | Mamelodi Sundowns            |
| 1999–2004 | SSC Bari                     |
| 2000–2001 | → Mamelodi Sundowns (cedido) |
| 2003–2004 | → Çaykur Rizespor (cedido)   |
| 2004      | Mamelodi Sundowns            |

### Selección nacional
Jugó para Nigeria en 10 ocasiones de 1995 a 2001 y anotó tres goles, uno de esos goles fue en el empate 2-2 ante Camerún en la final de la Copa Africana de Naciones 2000.

## Suspensión
En septiembre de 2004 fue suspendido de manera indefinida por la FIFA por violar sus obligaciones contractuales con el Çaykur Rizespor.

## Logros

### Club
- Liga Premier de Nigeria (1): 1995
- Premier Soccer League (2): 1996/97, 1997/98

### Individual
- Mejor futbolista de la Premier Soccer League en 1998.
- Mejor jugador por los futbolistas de la Premier Soccer League en 1998.